# Cuori umani
Cuori umani (Of Human Hearts) è un film del 1938 diretto da Clarence Brown.

## Trama
Hilltop (Ohio), 1850. In un villaggio cresce Jason, figlio di Ethan Wilkins, rigido pastore protestante, e di Mary, una sensibile donna. Il reverendo Wilkins non ha il tempo di badare all'educazione di suo figlio, mentre la madre gli dedica tenerezza e attenzione. Il ragazzo ha la passione per i libri e, incoraggiato dal dottor Shingle, decide di studiare medicina. Mentre il padre disapprova la scelta, la madre Mary affronta ogni sacrificio per pagargli gli studi a Baltimora, dove presto consegue la laurea. Durante la guerra civile, Jason viene inviato in un ospedale di prima linea. Qui si fa notare per la sua abilità di chirurgo, ma i suoi impegni gli fanno trascurare la famiglia, tanto che sua madre, per avere sue notizie, si rivolge al presidente Abramo Lincoln. Romproverato aspramente dal presidente, Jason trova finalmente il tempo per andare a trovare la vecchia madre e chiederle perdono.

## Realizzazione
Tratto dal romanzo Benefits Forgot di Honoré Morrow, il film si fece notare soprattutto per l'intensa interpretazione di Beulah Bondi, che fu candidata all'Oscar come migliore attrice protagonista. All'attrice capitò per altre tre volte di interpretare la madre di James Stewart in altrettanti film: Una donna vivace (1938), La vita è meravigliosa (1946), Mr. Smith va a Washington (1947). Nel 1971 venne chiamata nuovamente a interpretare la parte nella serie televisiva The Jimmy Stewart Show.
Cuori umani' è uno dei pochi film in cui James Stewart interpreta il ruolo "antipatico" di figlio ingrato. Bloccato per gli eventi bellici, il film non poté essere visto in Italia, dove venne distribuito nelle sale cinematografiche solo nel 1952.

## Riconoscimenti
Nel 1938 il National Board of Review of Motion Pictures l'ha inserito nella lista dei migliori dieci film dell'anno.